# Dienstpistole (Sportdisziplin)
Der Begriff Dienstpistole (Sportdisziplin) steht für Schießsportdisziplinen die Dienstpistolen 
nutzen, welche nachweislich bei einer regulären Armee, Grenzschutz, Polizei oder Zollverwaltung über das Versuchsstadium hinaus eingeführt waren oder sind. 

## BDMP Reglement
Der Bund der Militär- und Polizeischützen hat etliche Schießsport-Disziplinen, welche für Dienstpistolen vorgesehen sind. Nachfolgend ein Überblick aus den 2000er-Jahren:

### Dienstpistole 1
Zugelassen sind in dieser Disziplin alle serienmäßig hergestellten Dienstpistolen mit einem Kaliber zwischen .25 und .456, die bei Polizei und Zoll, bzw. einer regulären Armee, benutzt wurden oder werden.
Es darf nur mit der Originalvisierung (kein Mikrometervisier) geschossen werden und der Abzugswiderstand muss mindestens 1.360 g betragen.
Die Disziplin kann auch in einer Variante für Pistolen mit Entwicklungsstand des Jahres 1945 geschossen werden.
Scheibe: ISSF-Scheibe, 25 m Entfernung
Anschlag: ein- oder beidhändig
Probeschüsse: 5 Schuss in 5 Minuten
Wertung: Es werden innerhalb von 15 Minuten 3 Serien von je 5 Schuss abgegeben.

### Dienstpistole 2
Zugelassen sind in dieser Disziplin alle serienmäßig hergestellten Dienstpistolen mit einem Kaliber zwischen .25 und .456, die bei Polizei und Zoll, bzw. einer regulären Armee, benutzt wurden oder werden.
Die Visierung darf verstellbar sein, Mikrometervisiere sind zulässig. Ein Triggerstop ist erlaubt. Griffschalen dürfen ersetzt werden. Sportgriffe und orthopädische Griffe sind nicht erlaubt.
Scheibe und Ablauf entsprechen der Disziplin Dienstpistole 1.

### Dienstpistole 3
Zugelassen sind bei dieser Disziplin alle unveränderten Pistolen mit Anschlagschaft. Das Kaliber muss zwischen .25 und .456 betragen. Das Abzugsgewicht muss mindestens 1.360 g betragen.
Scheibe: ISSF-Scheibe, 25 m Entfernung
Anschlag: ein- oder beidhändig, der Anschlagschaft muss an der Schulter angesetzt sein.
Probeschüsse: 5 Schuss in 5 Minuten
Wertung: 15 Schuss in 3 Kurzzeitserien
- 5 Schuss in 120 Sekunden
- 5 Schuss in 90 Sekunden
- 5 Schuss in 60 Sekunden

## VdRBw-Reglement
Der Verband der Reservisten der Deutschen Bundeswehr (VdRBw) und seine Reservistenarbeitsgemeintschaften (RAG) betreiben aktiven Schießsport in nachfolgenden Disziplinen:
| Disziplin                                  | Kürzel |
| ------------------------------------------ | ------ |
| Halbautomatische Dienstpistole             | P-D 1  |
| Dienstrevolver                             | R-D 1  |
| Halbautomatische Dienstpistole / -revolver | PR-D 1 |
| Halbautomatische Großkaliberpistole        | P-G 1  |
| Großkaliberrevolver                        | R-G 1  |
| Halbautomatische Pistole / Revolver        | PR-P 1 |
| Halbautomatische KK-Pistole                | P-K 1  |
| KK-Revolver / Revolver                     | R-K 1  |
| Halbautomatische KK-Pistole                | P-D 2  |